# Андрија Кузмановић
Андрија Кузмановић (Београд, 5. јун 1984) српски је глумац.
Рођен је и живи у Београду. Завршио је Академију лепих уметности (сада ФСУ) у класи професора Небојше Брадића. Популарност је стекао улогом голмана Јакше у филмовима Монтевидео, Бог те видео! и Монтевидео, видимо се!, у истоименим серијама и серији На путу за Монтевидео. Такође, запажене су његове улоге и у серији Сенке над Балканом, као и Јутро ће променити све. Члан је Београдског драмског позоришта.

## Биографија
Прву популарност му је донела улога симпатичног и искреног голмана Милована Јакшића у филмовима Монтевидео, Бог те видео!, Монтевидео, видимо се! као и у серији На путу за Монтевидео. Након тога уследиле су бројне телевизијске и позоришне улоге где је Андрија освајао срца публике. Неколико година касније, дошло је до још једног великог успона у његовој каријери, када је поново радио са Драганом Бјелогрлићем, где је своје глумачко умеће приказао главном улогом Станка Плетикосића у серији Сенке над Балканом. Такође, велику популарност му је донео и sitcom Јутро ће променити све у продукцији РТС-а. Тренутно се емитује серија Златни дани, у коме Андрија такође има главну улогу.
Андрија има и запажене улоге у позоришту, стални је члан Београдског драмског позоришта. Неке од представа у којима глуми су Кад су цветале тикве, Лилиом, Осама касаба у Њујорку, Хотел 88, Хотел 69...

## Филмографија
| Год.       | Назив                                 | Улога                      |
| ---------- | ------------------------------------- | -------------------------- |
| 2010-e     |                                       |                            |
| 2010.      | Монтевидео, Бог те видео!             | Милован Јакшић „Јакша“     |
| 2012.      | Монтевидео, Бог те видео! (ТВ серија) | Милован Јакшић „Јакша“     |
| 2013.      | На путу за Монтевидео (серија)        | Милован Јакшић „Јакша“     |
| 2013.      | Монтевидео, видимо се!                | Милован Јакшић „Јакша“     |
| 2014.      | Монтевидео, видимо се! (ТВ серија)    | Милован Јакшић „Јакша“     |
| 2014.      | Јагодићи: Опроштајни валцер           | Јоцика                     |
| 2014.      | Мио&Драг                              | Џони                       |
| 2015.      | Жене са Дедиња                        | Дука                       |
| 2015.      | Комшије (ТВ серија)                   | Лаза                       |
| 2016—2017. | Сумњива лица                          | Веља                       |
| 2016.      | Дојч кафе                             | Рамко                      |
| 2016.      | Победник остаје победник              | Морг                       |
| 2017.      | Убице мог оца                         | Бата                       |
| 2018.      | Патуљци са насловних страна           | помоћник ријалити програма |
| 2018.      | Јутро ће променити све                | Љуба                       |
| 2019.      | Бисер Бојане                          | Орхан                      |
| 2017–2019. | Сенке над Балканом                    | Станко Плетикосић          |
| 2019–2020. | Швиндлери                             | Јеленковић                 |
| 2020-e     |                                       |                            |
| 2020.      | Име народа                            | Млади Јаша Томић           |
| 2020.      | Златни дани                           | Драгослав (Лале)           |
| 2021.      | Тома                                  | менаџер Дрда               |
| 2022.      | Златни дечко                          | Чаки                       |
| 2022.      | Златни дечко (ТВ серија)              | Чаки                       |
| 2022.      | Ала је леп овај свет                  | Бата                       |
| 2022.      | Џем од кавијара                       | Гинеколог                  |
| 2022−данас | Сложна браћа — Next Đeneration        | Гиле                       |
| 2022−2023. | Шетња с лавом                         | Бата                       |
| 2023.      | Јужни ветар (ТВ серија)               | Кифла                      |
| 2023.      | Посета (ТВ серија)                    | Дарко                      |
| 2023.      | Кафана на Балкану                     | Баја                       |
| 2023.      | За нашу дјецу                         | тужилац Кајошевић          |
| 2023-2024. | Тома (ТВ серија)                      | менаџер Дрда               |
| 2023-2024. | Радио Милева                          | Лепи Мата                  |
| 2024.      | Планета 7693                          | Борис                      |
| 2024.      | Крунска 11                            | Варајић                    |
| 2025.      | Отмица (серија)                       | Немања                     |
| 2025.      | Кафана на Балкану (серија)            | Баја                       |
| 2025.      | Тапија (филм)                         |                            |
| 2025.      | Yugo Florida                          |                            |
| 2025.      | Зваћеш се Варвара                     | Владимир                   |
| 2025.      | Круна (филм)                          |                            |